# Pančićev vrh
Pančićev vrh (serb. Панчићев врх) – najwyższy szczyt pasma Kopaonik o wysokości 2017 m n.p.m., w Serbii.
Znajdują się tam tereny narciarskie. Nazwa szczytu pochodzi od nazwiska serbskiego botanika Josifa Pančicia, którego mauzoleum znajduje się na szczycie.